# The House That Dirt Built
The House That Dirt Built — второй студийный альбом британской инди-рок-группы The Heavy, изданный в 2009 году. Самый успешный диск коллектива — 6 позиция в чарте Top Heatseekers и 50 строчка в хит-параде Top Independent Albums — до момента выхода The Glorious Dead.

## Об альбоме
Музыкальными критиками отмечалась необычайная разножанровость The House That Dirt Built: на пластинке звучат элементы гаражного рока и соула, блюз-рока и фанка, регги и рокабилли, панка и классического рока, причём коллектив не занимается имитацией, а создаёт свой уникальный стиль игры.
По словам рецензентов PopMatters и BBC, краткая, но от того лишь более ценная, запись The Heavy с душевным и сладким голосом Кельвина Суэби в её сердцевине, преподносит слушателю 11 музыкальных сюжетов. Взяв за источник вдохновения музыку 60-х и 70-х — как пишет обозреватель Allmusic — группа сплавила винтажный саунд прошлых лет с собственными находками, произведя на свет особенный диск — не просто набор песен, но альбом с идентичностью (по определению Contactmusic).
The House That Dirt Built флипует от гаражного рока до панка с оттенком кантри, сохраняя душевный, блюзовый звук во всех треках. «Oh No! Not You Again!!» оглушает блюз-роком, «How You Like Me Now?» кивает фанку Джеймса Брауна, «Sixteen» сэмплирует «I Put a Spell on You» Скримин Джей Хокинса, «Short Change Hero» рисует фантастическую сцену с рокабилли-вступлением в западном стиле. Единственный раз споткнувшись — на «Cause For Alarm» — несколько опрометчивой попытке записать регги, коллектив завершает альбом красивой и мягкой балладой «Stuck» (выдержки из критики The Observer и Contactmusic).

## Список композиций
| №   | Название                  | Длительность |
| --- | ------------------------- | ------------ |
| 1.  | «Intro»                   | 0:19         |
| 2.  | «Oh No! Not You Again!!»  | 1:54         |
| 3.  | «How You Like Me Now?»    | 3:38         |
| 4.  | «Sixteen»                 | 3:02         |
| 5.  | «Short Change Hero»       | 5:22         |
| 6.  | «No Time»                 | 4:31         |
| 7.  | «Long Way From Home»      | 3:19         |
| 8.  | «Cause For Alarm»         | 4:44         |
| 9.  | «Love Like That»          | 2:39         |
| 10. | «What You Want Me To Do?» | 3:23         |
| 11. | «Stuck»                   | 5:27         |

## Участники записи
| The Heavy - Кельвин Суэби — вокал - Дэниел Тейлор — гитара - Спенсер Пейдж — бас-гитара - Крис Эллал — ударные - Джим Эббисс — звукозапись, сведение | Приглашённые музыканты - Брайан Харгривз — валторна - Шарлотта Остафьева — валторна - Дэн Смит — фортепиано - Шингай Шонива — вокал - Лия Саймонс — вокал |